# Barleria morrisiana
Barleria morrisiana là một loài thực vật có hoa trong họ Ô rô. Loài này được E.Barnes & C.E.C.Fisch. mô tả khoa học đầu tiên năm 1940.